# Marsport
Marsport è un videogioco di fantascienza distribuito per ZX Spectrum e Amstrad CPC nel 1985. Venne pubblicato dalla Gargoyle Games nel Regno Unito e da Dro Soft in Spagna. 
Marsport era stato pensato come primo capitolo di una trilogia intitolata The Siege of Earth, ma gli altri due titoli Fornax e Gath, che dovevano uscire rispettivamente a gennaio e ad aprile del 1986, non videro mai la luce. Fa parte anche di un'altra trilogia, non ufficiale, assieme a Tir Na Nog e al suo prequel Dun Darach, uniti da una modalità di gioco molto simile. Marsport ha un gameplay che ricorda un altro gioco della Gargoyle, Heavy on the Magick.

## Trama
La vicenda si svolge nel 2494. Da settant'anni la Terra è assediata dalla razza aliena insettoide Sept, tenuta a bada solo da un'enorme sfera di forza che circonda il pianeta e la Luna. Tuttavia, i Sept sono sul punto di scoprire come fare breccia nella sfera. L'unico modo per fermarli è rafforzare la barriera secondo le formule contenute nei progetti originali. Sfortunatamente, essi sono nascosti da qualche parte nella città marziana di Marsport, occupata da settembre dai Sept e controllata dal computer M-Central. Un uomo, il comandante John Marsh, è stato inviato per recuperarli.